# 田湾沟
田湾沟，是中国长江流域的一条河流，汇入大渡河中游，属于大渡河水系。河长78千米，流域面积1430平方千米，年均流量50立方米每秒。自然落差3240米。水能理论蕴藏量22万千瓦。